# Förädlingsvärde
Förädlingsvärde brukar definieras som det värde ett företag tillför genom sin verksamhet. Det brukar även uttryckas som företagens bidrag till bruttonationalprodukten (BNP).
Värdet av ett företags produktion minus värdet av insatsvarorna som har använts. Förädlingsvärdet uttrycker alltså skillnaden i marknadsvärdet mellan en transformationsprocess output, och summan av marknadsvärdena som har utgjort input. Således är det mer eller mindre synonymt med vinstmarginal.
Exempel: Person A köper en mobiltelefon för 1300 kronor, varav 300 kronor går till materialkostnaderna som det krävdes till att göra mobiltelefonen. Då har Företaget B kvar 1000 kronor, vilket är förädlingsvärdet.
Ett sätt att beskriva förädlingsvärde är med hjälp av Ulbo de Sitter's designteori för produktionssynergier. Han delar upp transformationsprocesser i två kategorier, delar och aspekter. Delar kan jämföras med stadier, exempelvis att först förbereda disken, sedan diska den, sedan torka den. Aspekter är likställt med områdesspecialisering, exempelvis att någon sköter den delen av disken som består av glas, en annan sköter den delen som består av tallrikar, en tredje tar hand om bestick. Således är en viktig synvinkel för att förstå förädlingsvärde att förstå dess delimiteringar.
Företagsekonomiskt sett, beräknas förädlingsvärdet som F = Kp + Rea + Avskr : där F är förädlingsvärde, Kp är personalkostnad, Rea är resultat efter avskrivningar, Avskr är avskrivningar. Samtliga poster bör finnas i företagets resultaträkning.
{\displaystyle F\equiv Kp+Rea+Avskr\equiv If-Ki} kan ses som en matematisk identitet. If är försäljningsintäkter, Ki är inköpskostnader.